# Карликовый мамонт
Карликовый мамонт (лат. Mammuthus exilis) — вымерший вид из семейства слоновых. Он жил в период от 30 до 12 тысяч лет назад на островах Чаннел и наподобие обитающей на них до наших дней островной лисице проявлял островную карликовость. Высота карликового мамонта в плечах достигала от 1,20 до 1,80 м, в то время как другие виды мамонтов были в два раза выше. Наиболее близким генетическим родственником карликового мамонта, весившего до 1 тонны, был колумбийский мамонт (Mammuthus columbi), вес которого достигал 10 т.
Подобная островная карликовость была распространённым явлением у представителей семейства слоновых, которые, благодаря хорошему умению плавать, смогли заселить даже относительно отдалённые от суши острова. Карликовые мамонты (подвид шерстистого мамонта ростом не более 2,5 м) появились и на дальневосточном острове Врангеля, где они обитали в качестве последних представителей всех мамонтов почти до 1700 г. до н. э. Ряд эндемичных карликовых слонов существовал также на средиземноморских и некоторых индонезийских островах, таких как Комодо или Флорес. Известна также островная карликовая форма мастодонта. Причинами проявлявшейся островной карликовости были дефицит пищи, относительная безопасность из-за отсутствия хищников.

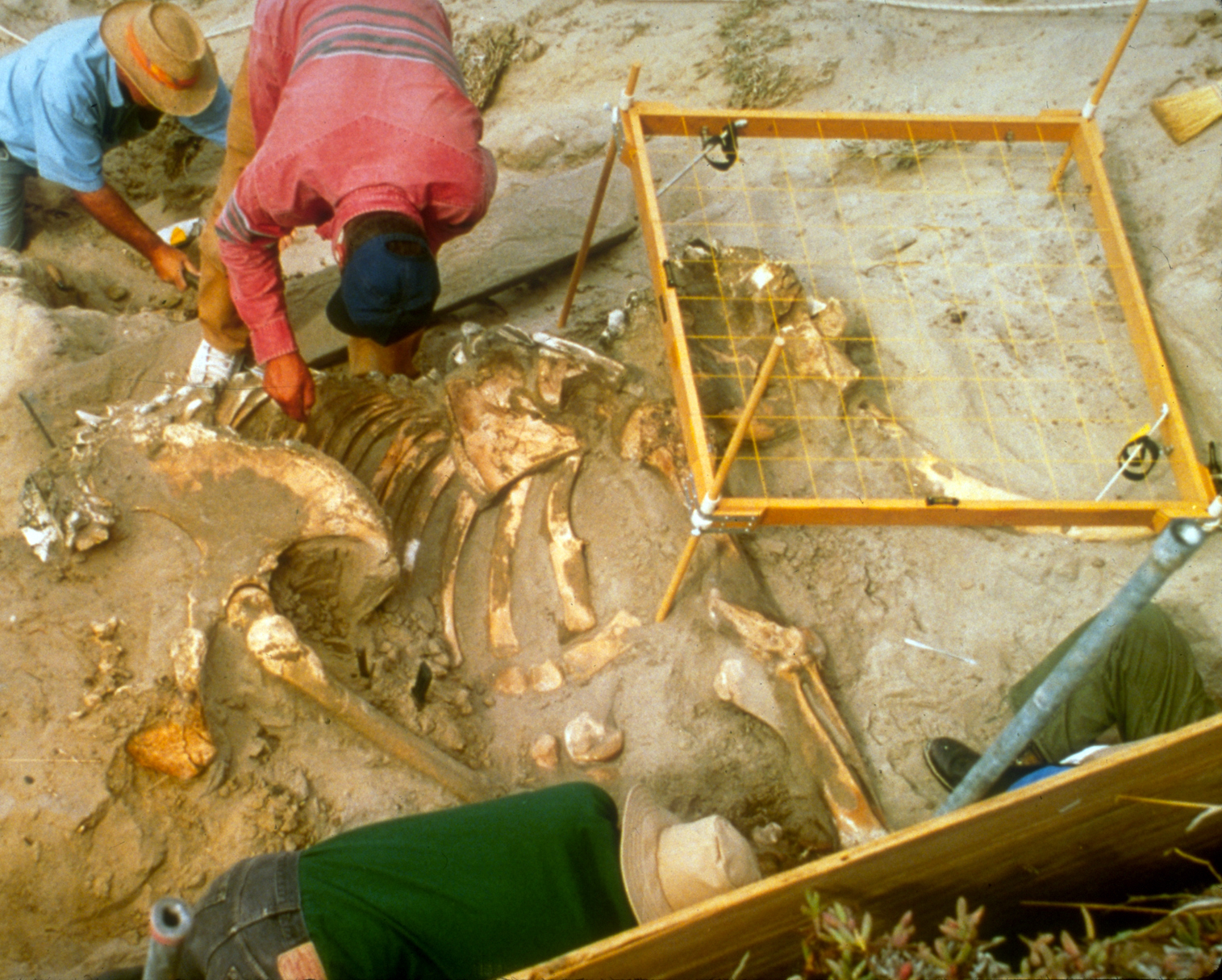
Скелет карликового мамонта